# フリッツ・フシュケ・フォン・ハンシュタイン
フリッツ・シッティグ・エンノ・ヴェルナー・フォン・ハンシュタイン（Fritz Sittig Enno Werner von Hanstein、1911年1月3日 - 1996年3月5日）、通称フリッツ・フシュケ・フォン・ハンシュタイン（Fritz Huschke von Hanstein）は、1950年代に活躍したドイツ出身のレーシングドライバーである。ポルシェ社の初期の自動車レース活動における責任者として特に知られる。

## 概要
自動車メーカーのポルシェ社がモータースポーツ活動を始めた1951年からその活動に関わり、1952年から1968年にかけて同社のレース部門の責任者（監督）を務めたことで特に知られている。同時に、同社の広報部長を兼務し、自動車事業を始めて間もなかった当時の同社の海外展開と知名度向上に大きな貢献を果たした。（→#ポルシェ）
そうした貢献により、ポルシェ社はハンシュタインについて、同社の歴史上、最も重要な人物の内の一人に位置付けている。
貴族出身のレーシングドライバーであることから付けられた、「走る男爵（レーシング・バロン）」（Racing Baron）という異名でも知られた。

## 経歴
1911年にドイツ帝国のハレで、プロイセン貴族（ユンカー）の家に生まれた。
ハンシュタイン家の領地であるアイヒスフェルト・ヴァールハウゼンはテューリンゲン州に属し、ヘッセン州、ニーダーザクセン州との州境（三国国境）近くに位置する。父のカルロ・フォン・ハンシュタイン（1875年生 - 1936年没）はプロイセン陸軍の士官であり、ハンシュタインも軍人となるべく厳格に育てられた。
しかし、ハンシュタインは農業と商業について見習い期間を過ごした後、法律を学び、実家が経営する種苗会社の経営陣に加わった。

### 戦前のレース活動

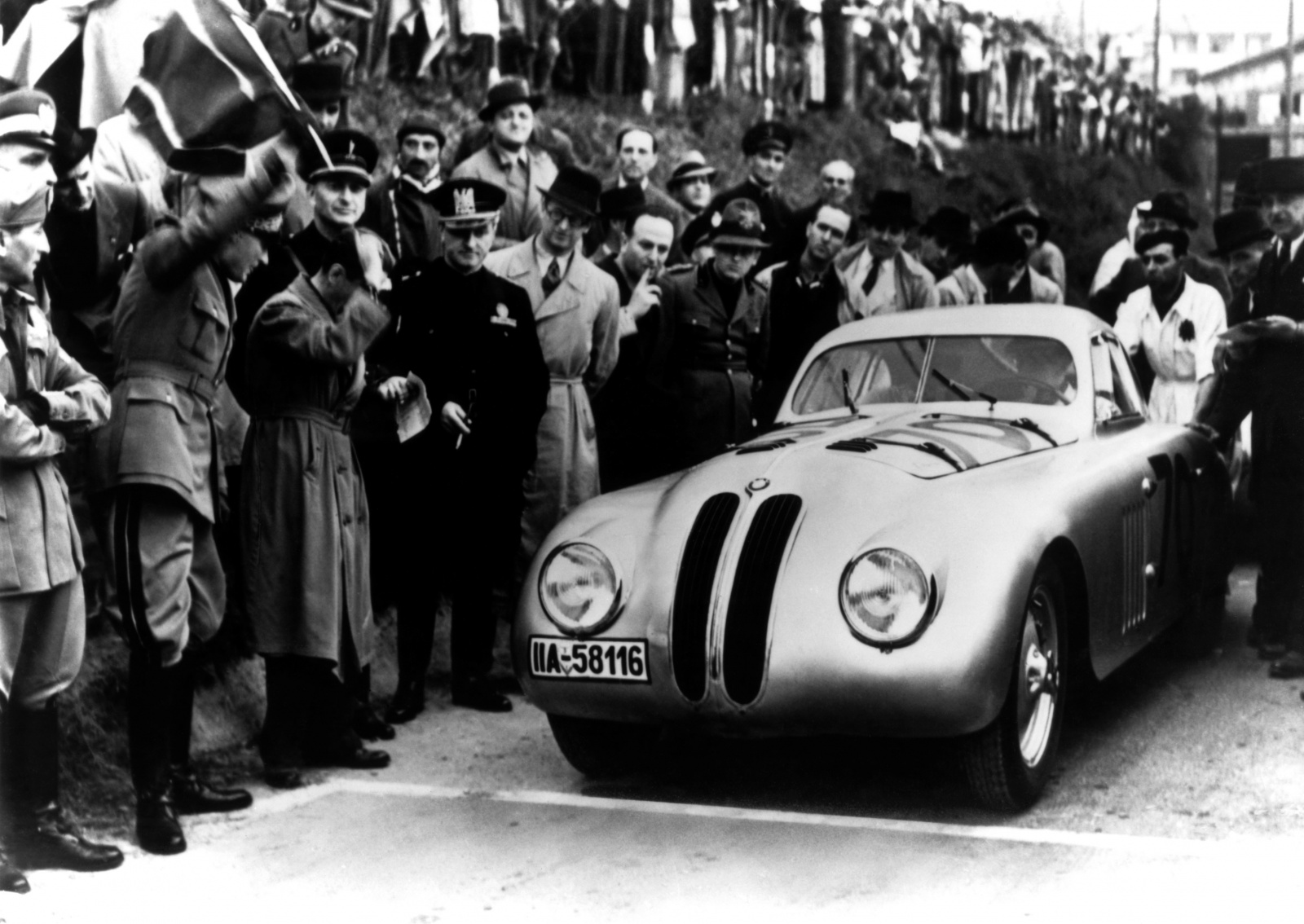
1940年のミッレミリアを制したハンシュタイン。

1929年、オートバイのADACタイムトライアルイベントで初めてモータースポーツ競技に参加した。
その後しばらくはオートバイレースに参戦を続けたが、ほどなくして四輪の自動車レースに転向した。1936年7月には、この年のベルリンオリンピック（8月）に先立って開催された、国際オリンピア自動車レース（ドイツ語: Internationale Olympia-Automobil-Stern-Fahrt 、通称「オリンピア・ラリー」）にも参戦した。
この1930年代早くから、ハンシュタインはナチスの親衛隊（SS）と国家社会主義自動車軍団（NSKK）の隊員となっていたため、レースに参戦する際もSSとNSKKからの援助を受けた。
この時期のハンシュタインは主にBMW・328を使用し、1938年にはドイツヒルクライム選手権のスポーツカー部門でチャンピオンとなり、1940年にはヴァルター・バウマー（Walter Bäumer）と組んでミッレミリア（短縮版として開催）に参戦し、総合優勝を果たした。ミッレミリアの優勝は「外国」勢によるものとしては1931年のルドルフ・カラツィオラ組に次ぐ2例目で、ハンシュタインとバウマーはカラツィオラ組や1955年勝者のスターリング・モス組と並んで、同レースを制した「非イタリア人」優勝者の一人となった。
1930年代末には、アウトウニオンのグランプリ用レーシングカーのテストに招かれ走行を行ったものの、1936年に交通事故で負った複雑骨折が影響し、アウトウニオンからグランプリレースに参戦することは叶わなかった。

### ポルシェ
第二次世界大戦（1939年 - 1945年）の結果、ドイツは東西に分かたれ、所領のあるテューリンゲン州が社会主義を奉じる東ドイツ側となったことでハンシュタイン家の財産は失われた。（→#ハンシュタイン城）
ハンシュタイン個人は西ドイツにおいて新たなキャリアを始め、1950年にフォルクスワーゲンの広報部門に入り、1951年にポルシェに移った。ポルシェ社は1951年からモータースポーツ活動を始め、ハンシュタインは同年9月から同社のレース活動に参加し、1952年から1968年にかけて広報部長とレース部門の責任者（レーシングディレクター）という2つの要職を兼務した。

#### 広報活動における貢献
ハンシュタインが入社した当時のポルシェは市販車メーカーとして事業を始めてから間もない時期で、会社の規模も小さく、ドイツの他の自動車メーカーと同様、フランスのような外国市場への進出に苦労していた。ハンシュタインはポルシェ社の経営者であるフェリー・ポルシェと強固な関係を築くと同時に、対外的にはポルシェ社の「広報大使」となってそれら外国市場への浸透を図り、特にモータースポーツ活動では顔役を務めるようになった。
貴族としての背景を持ち、数か国語を操り、話術にも優れたハンシュタインは、ポルシェ車の販売に独自の手法で貢献した。具体的には、貴族の知人たちに車を売るとともに、各国の貴族、著名人といった顧客への販売は撮影もし、それを（広告ではなく）報道資料という形でメディアに提供し広報にも利用した。「批判を避けるために、親密さを作る」ことをモットーとし、顧客となる名士たちや報道関係者を自宅やホテルのパーティー、あるいはサーキットに招待し、ポルシェの製品と活動を広く知らしめた。

#### レース活動

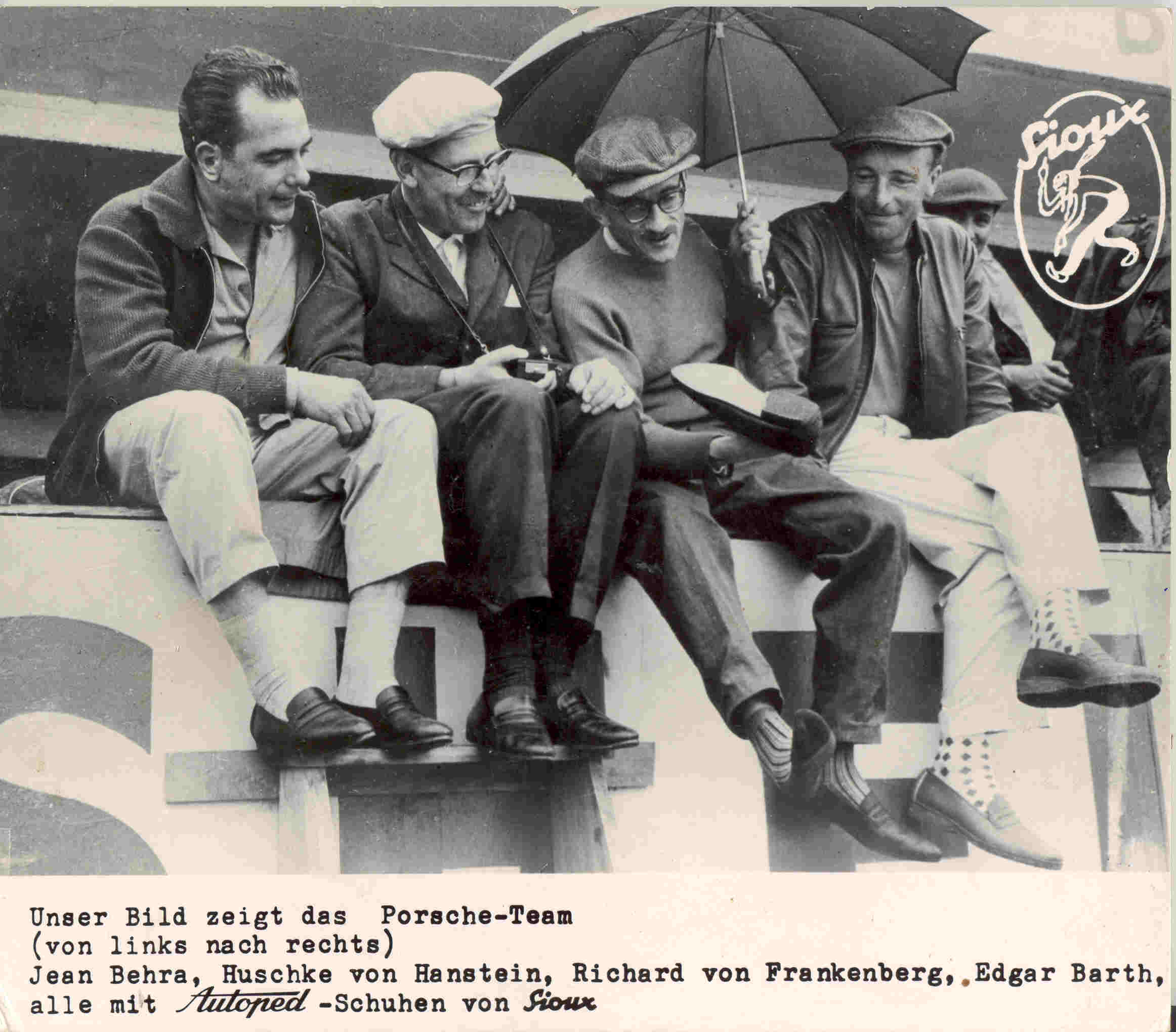
1958年のポルシェチーム。左から、ジャン・ベーラ、ハンシュタイン、リヒャルト・フォン・フランケンベルク、エドガー・バース。

レースにおいては、ポルシェチームの監督を務め、1952年から1968年にかけて、20年弱の期間に渡って同社のモータースポーツ活動を率いた。この間に数々の優勝を収め、ル・マン24時間レースでは初参戦した1950年代前半からポルシェチームは356を擁してクラス優勝を果たし、タルガ・フローリオなどのレースでも勝利を挙げた。
ハンシュタインに率いられたワークスチーム（ポルシェ社の直轄チーム）は国際レースに積極的に参加し、ヨーロッパ各国や米国の伝統あるレースに参戦するだけではなく、メキシコ、ベネズエラ、バハマといった中南米のレース新興国も含む各国へと遠征し、世界中でポルシェのイメージ向上に貢献した。また、356を手始めに、レース仕様に仕立てた車両をプライベーターに販売する活動も世界中で展開して、ポルシェのレース活動の裾野を広げた。1960年代前半には、開催が始まったばかりの日本グランプリにも関与している（→#第2回日本GPのポルシェ・904）。
1968年、ポルシェ社は各部門で若手への世代交代を進め、この年に57歳のハンシュタインは同年を以ってモータースポーツ部門の責任者の職を退任し、その職を30歳という若さのリコ・スタイネマンに引き継いだ。この1968年にポルシェは「917」をデビューさせ、翌1969年のル・マン24時間レースで、同車を擁して参戦したポルシェは同社にとって初のル・マン総合優勝を果たした。
ハンシュタインの時代にポルシェのレーシングカーは数々の勝利を収め、ポルシェ車両の販売台数は10倍に増加した。

### その後
ハンシュタインは1972年にポルシェ社を去り、その後は別の形でドイツの自動車関連組織を代表する役割を続け、ドイツ自動車クラブ（AvD）のスポーツ部長（1975年 - 1987年）や、国際自動車連盟（FIA）のモータースポーツ部門（当時）だった国際スポーツ委員会（CSI。FISAの前身）で副会長を務め、同委員会ではドイツ代表としての役割も担った。
ニュルブルクリンクにおけるドイツグランプリではレースディレクターを務め、1976年ドイツグランプリのニキ・ラウダの事故においてはラウダの移送に関与した。

## レーシングドライバー

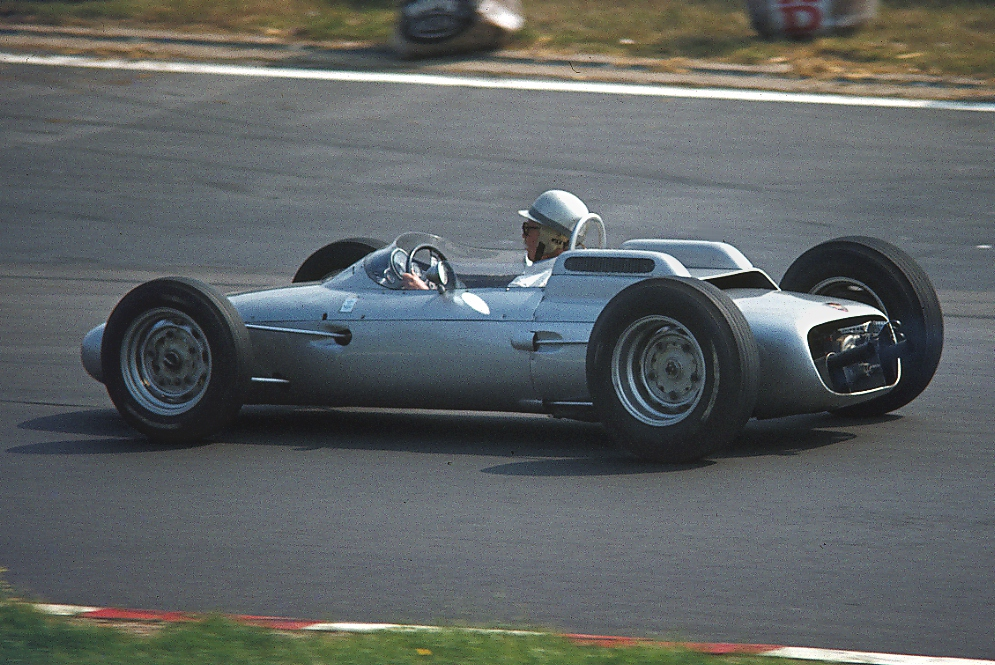
ポルシェ・804のデモ走行を行うハンシュタイン（1981年）

ハンシュタインはポルシェの監督となった後も、自らドライバーとしてレース参戦を続けた。
ル・マン24時間レースには1952年のレースでハンシュタイン自身もドライバーとして参戦したが、このレースではハンシュタインの車両はリタイアに終わった。チームとしては別の車両がクラス優勝して、ポルシェは2年連続のクラス優勝を果たし、以降の年も小排気量クラスで活躍を続けたが、ハンシュタインはドライバーとしてのル・マン参戦は1952年の参戦が最後となった。
1956年のタルガ・フローリオの優勝者とされることがあるが、実際には、ポルシェ・550を一緒に運転する予定だったウンベルト・マグリオーリが単独で走ることを望み、ハンシュタインはレース開始前に自身のエントリーを撤回し、マグリオーリが一人で全行程を走って優勝している。そのため、ハンシュタインはその車両に乗っていないものの、当初のエントリーリストの通り、ハンシュタインはタルガ・フローリオの優勝者に（誤って）数えられることがある。
1963年の第1回日本グランプリにも参戦しており、メインレースの国際Aスポーツカーレースでポールポジションを獲得している。レースでは、1日目は総合6位、2日目は総合5位で、両日ともA-IIクラスのクラス優勝を記録している。
ポルシェでは自動車による最高速度の記録更新への挑戦にもドライバーとして参加しており、監督を引退した後もこの活動を続け、1973年にもクラス記録を樹立している。

## 死去

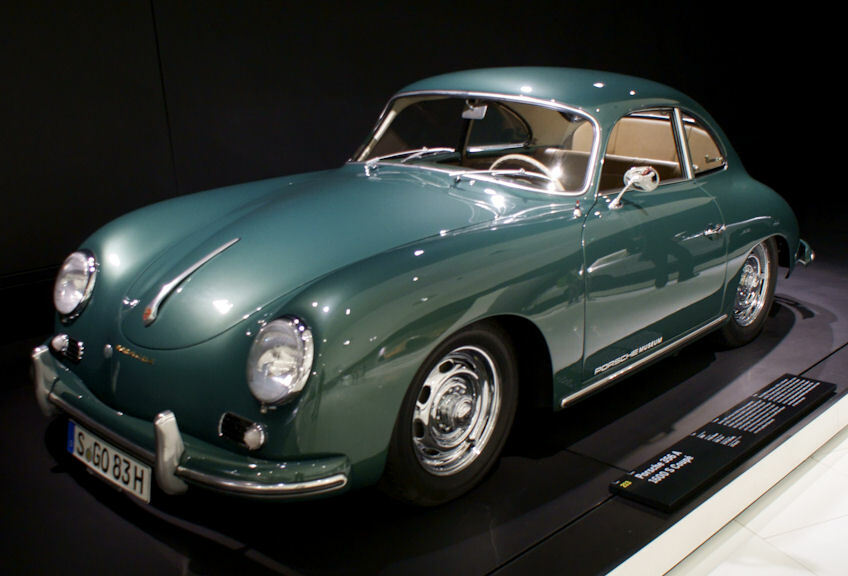
ハンシュタインの356A 1600Sクーペ（ポルシェ博物館）

1996年にシュトゥットガルトで死去し、父カルロの眠るヴァールハウゼンの墓地に葬られた。
ハンシュタインが自家用車としていたポルシェ・356A 1600Sクーペは、その死後にポルシェ博物館の常設展示品となっている。

## レース戦績

### ル・マン24時間レース
| 年     | チーム                     | コ・ドライバー             | 車両                   | クラス | 周回数    | 総合 順位 | クラス 順位 |
| ------ | -------------------------- | -------------------------- | ---------------------- | ------ | --------- | --------- | ----------- |
| 1937年 | Mme Anne-Cecile Rose-Itier | アンヌ＝セシル・イティエ   | アドラー・トライアンフ | 1.5    | 40        | DNF       | DNF         |
| 1952年 | ポルシェ                   | ペーターマックス・ミュラー | ポルシェ・356 SL       | S1.1   | - (6時間) | DNF       | DNF         |

### セブリング12時間レース
| 年     | チーム   | コ・ドライバー                                                         | 車両                    | クラス | 周回数 | 総合 順位 | クラス 順位 |
| ------ | -------- | ---------------------------------------------------------------------- | ----------------------- | ------ | ------ | --------- | ----------- |
| 1955年 | ポルシェ | ヘルベルト・リンゲ                                                     | ポルシェ・550スパイダー | S1.5   | 166    | 8位       | 2位         |
| 1956年 | ポルシェ | マイク・マーシャル (Mike Marshall) ジャン・ブランデージ (Jan Brundage) | ポルシェ・550           | S1.5   | 158    | 14位      | 3位         |
| 1957年 | ポルシェ | ヘルベルト・リンゲ                                                     | ポルシェ・550 RS        | GT1.6  | 144    | 31位      | 2位         |
| 1958年 | ポルシェ | ヘルベルト・リンゲ ジョン・クエバス (John Cuevas)                      | ポルシェ・356A カレラ   | GT1.6  | 174    | 10位      | 1位         |
| 1959年 | ポルシェ | カレル・ゴダン・ド・ボーフォール                                       | ポルシェ・356A カレラGT | GT1.6  | 164    | 11位      | 1位         |

## 速度記録
| 記録日                  | 場所                               | 車種                     | 記録の種類                         | 速度         | 記録補足                 | 備考                                         | 出典           |
| ----------------------- | ---------------------------------- | ------------------------ | ---------------------------------- | ------------ | ------------------------ | -------------------------------------------- | -------------- |
| 1951年9月29日 - 9月30日 | オートドロム・ドゥ・リナ＝モンレリ | ポルシェ クーペ          | 24時間                             | 158.98 km/h  | 3,815.579 km (走行距離)  | FIA認定最高速度記録。他2名と交代して運転。   | [ W 5 ]        |
| 1951年9月29日 - 10月2日 | オートドロム・ドゥ・リナ＝モンレリ | ポルシェ クーペ          | 72時間                             | 169.86 km/h  | 10,968.707 km (走行距離) | FIA認定最高速度記録。他4名と交代して運転。   | [ W 5 ]        |
| 1965年9月30日           | ホッケンハイムリンク               | ポルシェ                 | 1 km (スタンディングスタート)      | 162.074 km/h | 22秒212 (タイム)         | FIA認定クラス記録 (クラスE・1.5-2.0リッター) | [ 13 ] [ W 5 ] |
| 1965年9月30日           | ホッケンハイムリンク               | ポルシェ                 | 1/4マイル (スタンディングスタート) | 121.796 km/h | 11秒892 (タイム)         | FIA認定クラス記録 (クラスE・1.5-2.0リッター) | [ 13 ] [ W 5 ] |
| 1965年9月30日           | ホッケンハイムリンク               | ポルシェ                 | 600 m (スタンディングスタート)     | 132.770 km/h | 13秒557 (タイム)         | FIA認定クラス記録 (クラスE・1.5-2.0リッター) | [ 13 ]         |
| 1973年7月28日           | エーラ＝レッシエン                 | ポルシェ・カレラRSクーペ | 10 km (スタンディングスタート)     | 246.307 km/h | 2分26秒156 (タイム)      | FIA認定クラス記録                            | [ 12 ] [ W 5 ] |

## 人物
1950年6月、貴族のウルスラ・フォン・カウフマンと、ニュルブルクリンクで結婚した。ハンシュタイン夫妻はシュトゥットガルトの自宅でたびたび夜会を催し、ポルシェ社にとっての完璧なホストとして知られた。

### 第2回日本GPのポルシェ・904
1964年の第2回日本グランプリで優勝争いを演じたことで知られるポルシェ・904（カレラGTS）は、式場壮吉からの要望により、ハンシュタインが手配したものである。
ハンシュタインは1963年の第1回日本グランプリにドライバーとして招待されて日本を訪れた。日本滞在にあたって、同年に発足したばかりの日本ポルシェクラブ（PCJ）から歓待を受け、その際、同クラブの設立メンバーの一人である式場から、レース用車両を提供してもらえないかと打診を受けた。
式場としては、ハンシュタインが第1回日本GPのために持ち込んだ356 2000GS（カレラ2000GS）クラスのGT車両の中古車を販売してもらえれば充分に満足だと期待していたのだが、ハンシュタインは、当時開発中だった「904」の提供を打診した。ハンシュタインはアメリカに送る予定だった3台の904の内の1台を式場のために都合し、その価格も356の2台分程度の額（571万円）で、式場個人でも購入できる額だったため、式場は同車を自費で購入してレースに参戦させることができた。

### ハンシュタイン城

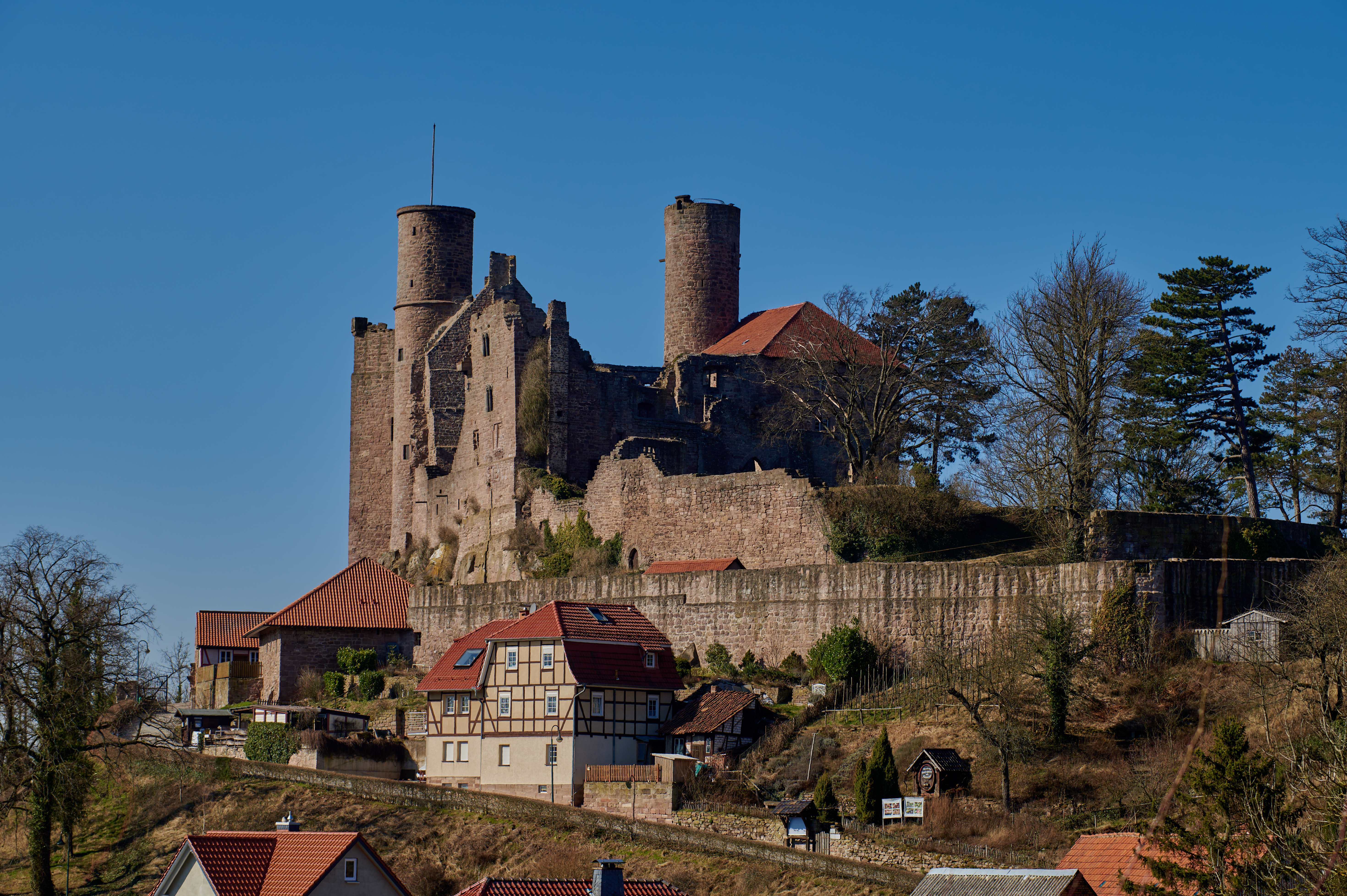
ハンシュタイン城（写真は2022年）。現在は城跡（廃城）となっている。

ハンシュタイン城は、テューリンゲン州のボルンハーゲンという町にほど近い丘に建つ城である。その名の通り、元々はハンシュタイン家の居城で、ハンシュタイン自身も住んでいたが、第二次世界大戦後、この城は東ドイツ領となり、西ドイツとの国境（ヴェラ川）から数百メートルに位置していたことから、東ドイツ政府によって家財ともども接収され、城塔のひとつは国境警備隊によって監視塔として用いられた。ハンシュタインはこの城から退去した際、3つの椅子のみを持ち出し、それをシュトゥットガルトのハンシュタイン邸にも置いたという。冷戦中、東ドイツ政府はこの城に民間人が接近することを禁じたが、国境近くに位置していたことから、西ドイツ側からも良く見渡すことができたため、ハンシュタイン夫妻は年に一回、この城を見るために国境まで出かけたという。

## 栄典
- 1970年 ジルバーネス・ロールベアブラット[W 8][W 2] - モータースポーツにおける数々の国際的な成功による[W 8]。